# كاثرين ديفيس
كاثرين ديفيس (بالإنجليزية: Kathryn Davis)‏‏ (3 نوفمبر 1946 - ) روائية من الولايات المتحدة.

## الجوائز
- زمالة غوغنهايم
- جائزة جانيت هايدنجر كافكا [الإنجليزية]‏